# 이즈 급행선
이즈 급행 선 (伊豆急行線 이즈큐코센[*])은 이즈 급행이 보유하는 유일한 철도 노선이다. 일본 시즈오카현 이토시에 있는 이토역과 시모다시에 있는 이즈큐시모다역을 잇는다.

## 역사
- 1961년 12월 10일: 전 구간이 개통.
- 1962년 7월 7일: 이마이하마 해수욕 역을 임시역으로 영업 개시.
- 1964년 10월 1일: 이즈홋카와 역이 영업 개시.
- 1969년 3월 1일: 이마이하마 해수욕 역을 이마이하마 해안 역으로 명칭 변경, 일반역으로 승객.
- 1969년 7월 1일: 자동 열차 정지 장치(ATS) 도입.
- 1972년 3월 15일: 조가사키 해안 역이 영업 개시.
- 1981년 10월 1일: 특급 열차 오도리코 호 운행 개시.
- 1985년 7월 20일: 2100계 전동차 영업 운행 개시.
- 2005년 4월 1일: 8000계 전동차 영업 운행 개시.
- 2010년 3월 13일: 스이카 도입.

## 운행 형태
특급 열차인 오도리코 호가 동일본여객철도(JR 동일본) 이토 선을 거쳐 도카이도 본선 도쿄역까지 직결 운행된다.
각역정차 열차인 보통 열차도 이토 선 아타미역까지 운행된다.

## 차량
- 2100계(오도리코 호, 보통 열차)
- 8000계(보통 열차)
- JR 동일본 185계(오도리코 호)
- JR 동일본 251계(오도리코 호)

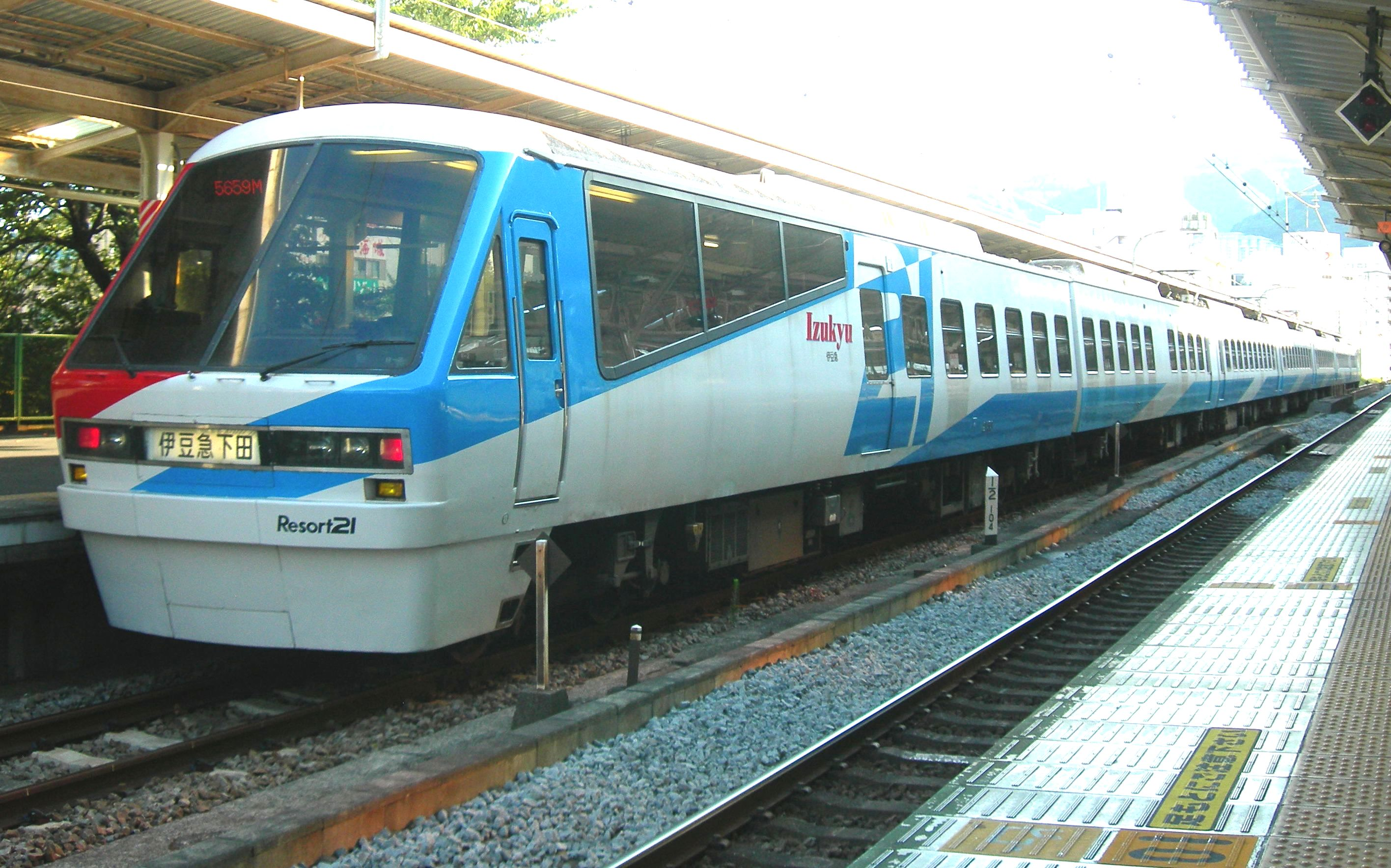
2100계
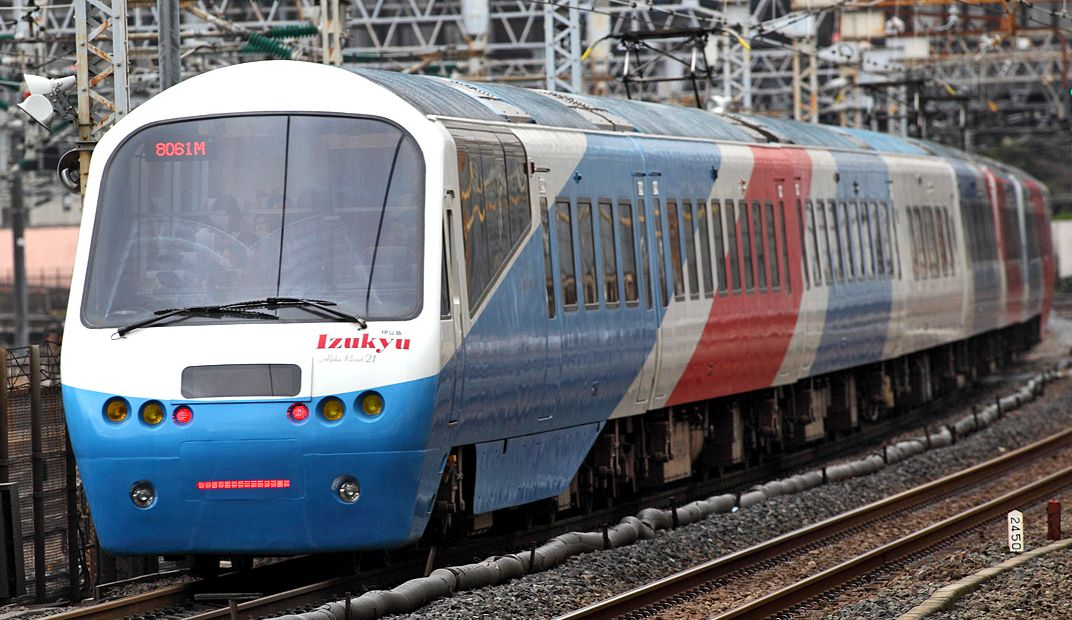
2100계
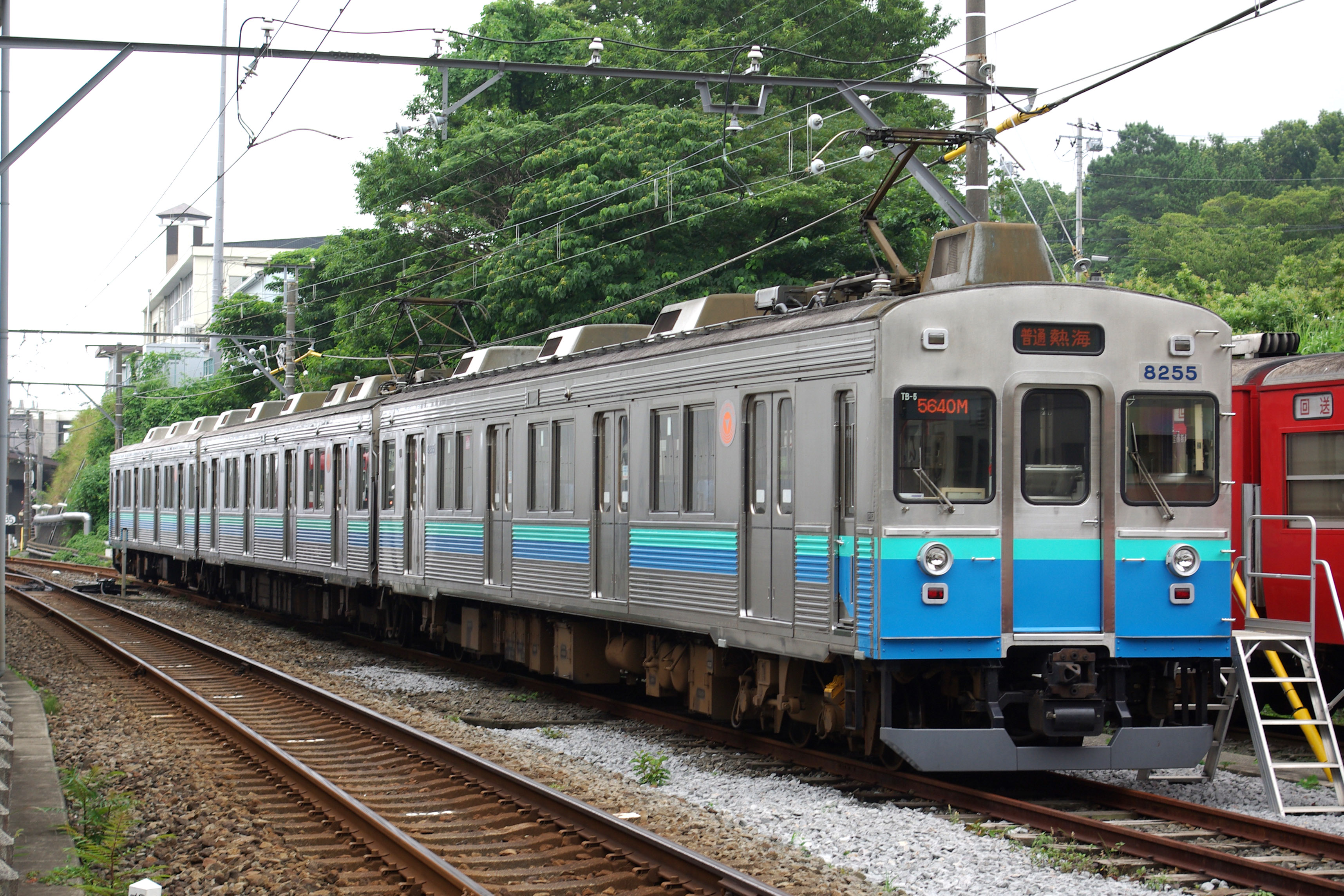
8000계
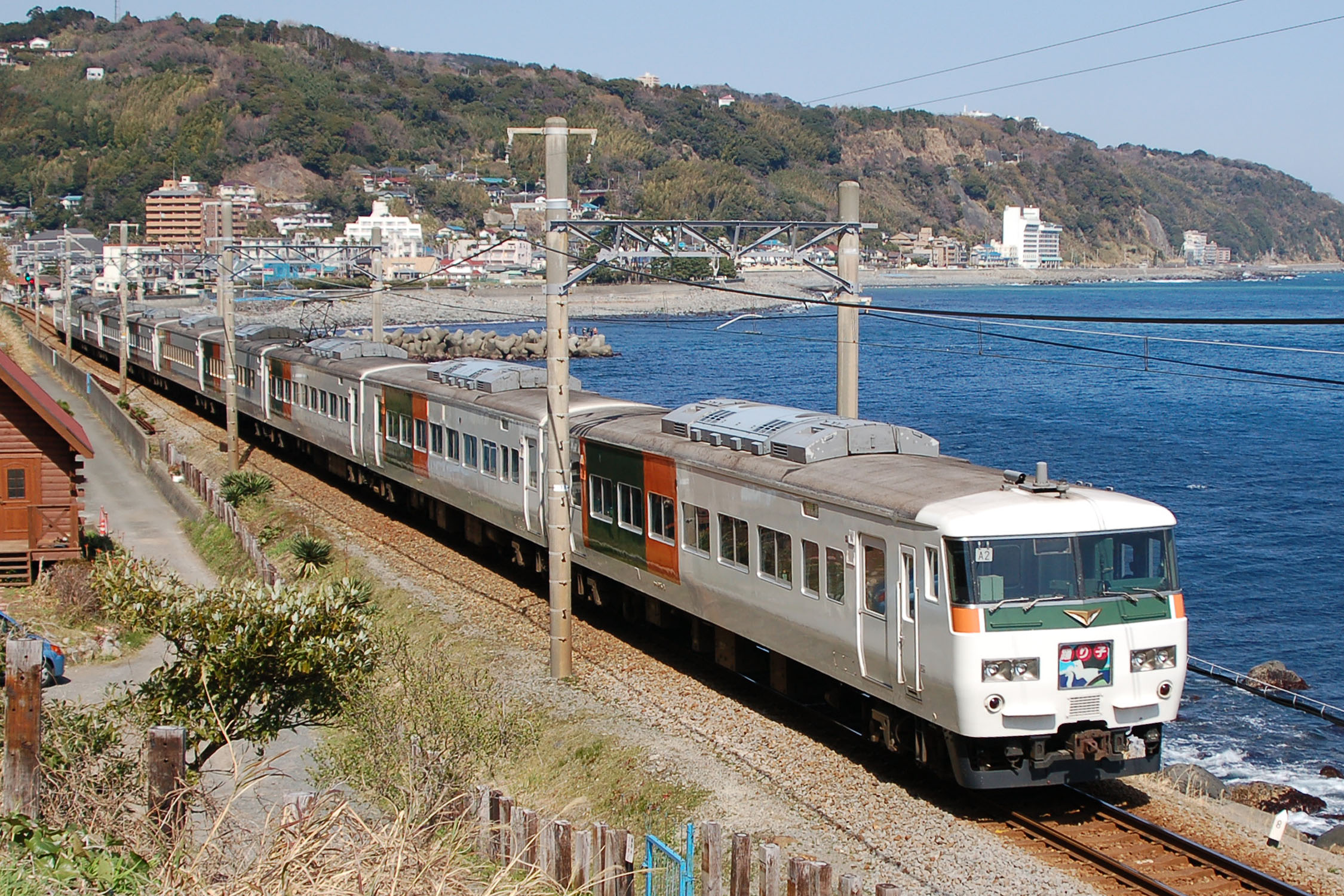
JR 동일본 185계
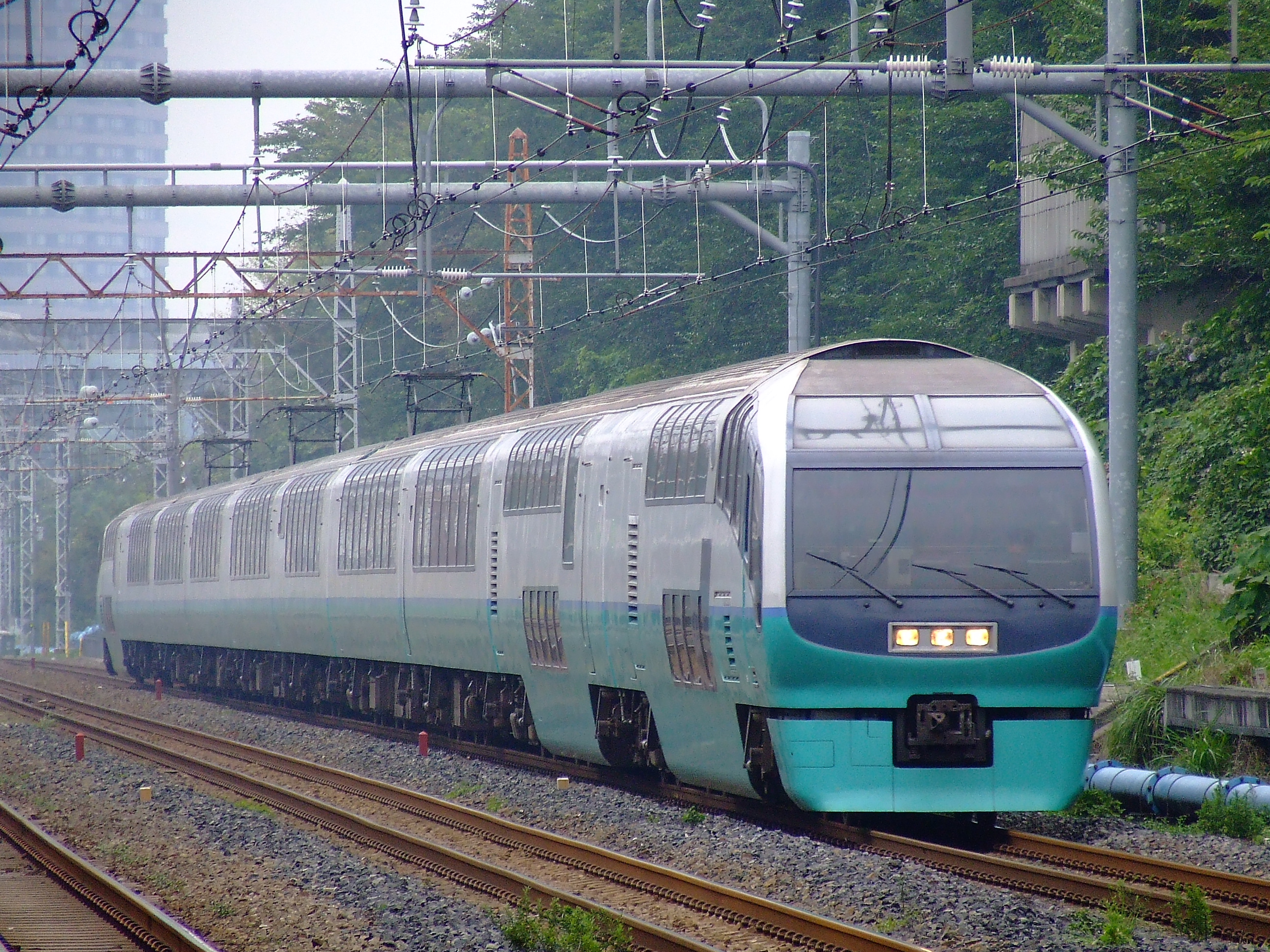
JR 동일본 251계

## 역 목록
- 선로 구분 범례
  - ◇: 엇갈리기 가능함
  - ｜: 엇갈리기 불가함

| 역 이름          | 일본어 이름 | 영업 거리 (km) | 선로 구분 | 접속 노선                          | 소재지     | 소재지       | 소재지 |
| ---------------- | ----------- | -------------- | --------- | ---------------------------------- | ---------- | ------------ | ------ |
| 이토             | 伊東        | 0.0            | ◇         | 동일본여객철도 이토 선 (직결 운행) | 시즈오카현 | 이토시       | 이토시 |
| 미나미이토       | 南伊東      | 2.0            | ◇         |                                    | 시즈오카현 | 이토시       | 이토시 |
| 가와나           | 川奈        | 6.1            | ◇         |                                    | 시즈오카현 | 이토시       | 이토시 |
| 후토             | 富戸        | 11.5           | ◇         |                                    | 시즈오카현 | 이토시       | 이토시 |
| 조가사키카이간   | 城ヶ崎海岸  | 13.9           | ｜        |                                    | 시즈오카현 | 이토시       | 이토시 |
| 이즈코겐         | 伊豆高原    | 15.9           | ◇         |                                    | 시즈오카현 | 이토시       | 이토시 |
| 이즈오카와       | 伊豆大川    | 20.9           | ◇         | 가모군                             | 시즈오카현 | 히가시이즈정 |        |
| 이즈홋카와       | 伊豆北川    | 22.9           | ｜        | 가모군                             | 시즈오카현 | 히가시이즈정 |        |
| 이즈아타가와     | 伊豆熱川    | 24.3           | ◇         | 가모군                             | 시즈오카현 | 히가시이즈정 |        |
| 가타세시라타     | 片瀬白田    | 26.1           | ◇         | 가모군                             | 시즈오카현 | 히가시이즈정 |        |
| 이즈이나토리     | 伊豆稲取    | 30.3           | ◇         | 가모군                             | 시즈오카현 | 히가시이즈정 |        |
| 이마이하마카이간 | 今井浜海岸  | 34.2           | ｜        | 가모군                             | 시즈오카현 | 가와즈정     |        |
| 가와즈           | 河津        | 35.3           | ◇         | 가모군                             | 시즈오카현 | 가와즈정     |        |
| 이나즈사         | 稲梓        | 40.7           | ◇         | 시모다시                           | 시모다시   |              |        |
| 렌다이지         | 蓮台寺      | 43.4           | ◇         | 시모다시                           | 시모다시   |              |        |
| 이즈큐시모다     | 伊豆急下田  | 45.7           | ◇         | 시모다시                           | 시모다시   |              |        |